# الزيارة (عفرين)
الزيارة (بالكردية: Zaretê‏) هي قرية سوريّة تتبع إداريّاً لمحافظة حلب منطقة عفرين ناحية مركز عفرين. بلغ تعداد سكانها 1,009 نسمة حسب التعداد السكاني لعام 2004، و1,906 نسمة حسب قيود السجل المدني لنهاية عام 2005.